# Adam Jerzy Czartoryski

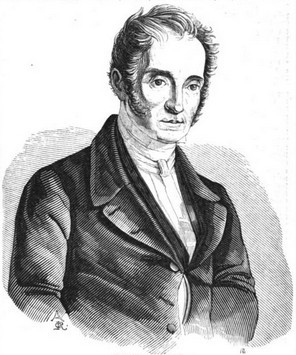
Fürst Adam Czartoryski, zeitgenössisches Porträt aus dem Revolutionsjahr 1848

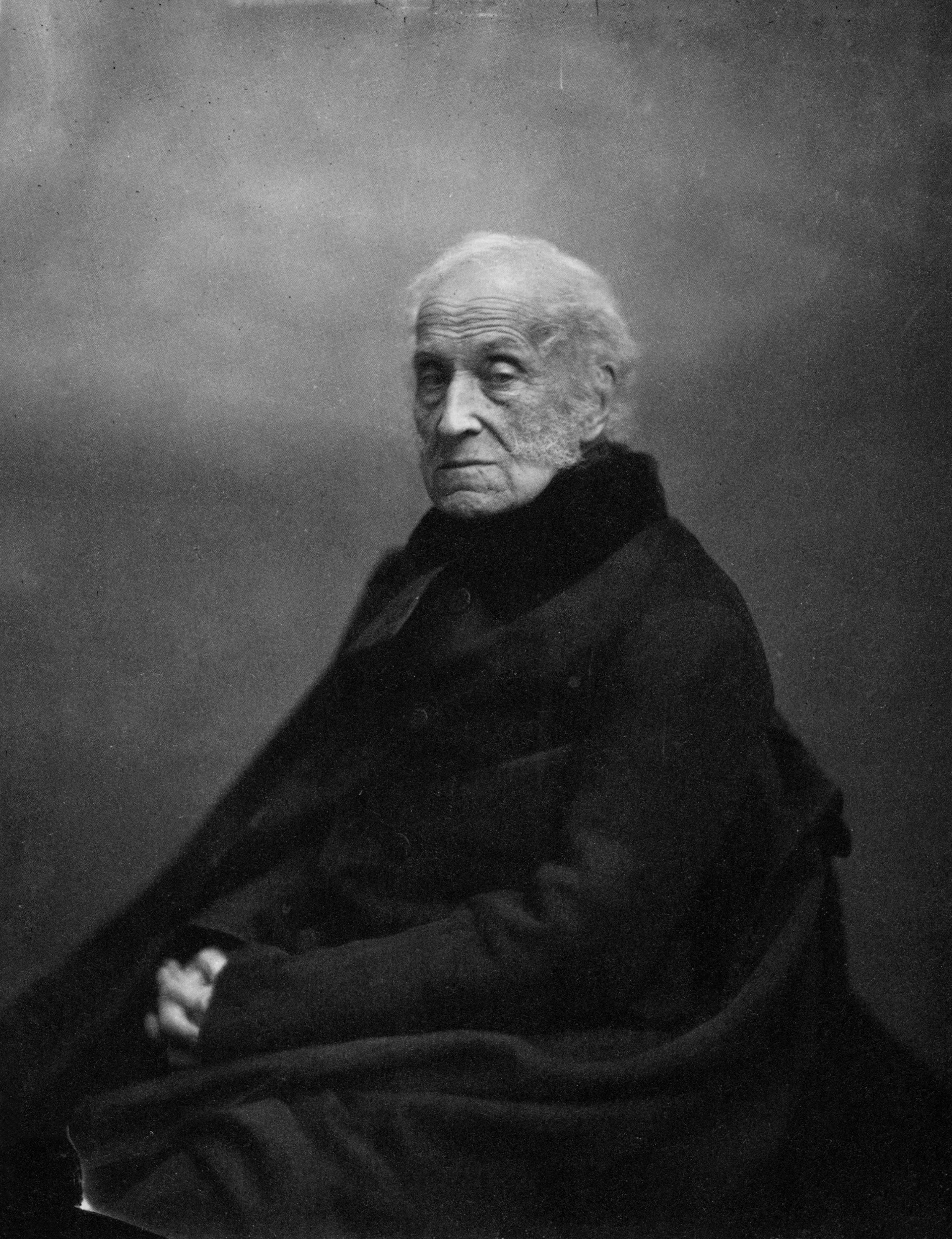
Fürst Adam Jerzy Czartoryski auf einer Fotografie von Félix Nadar

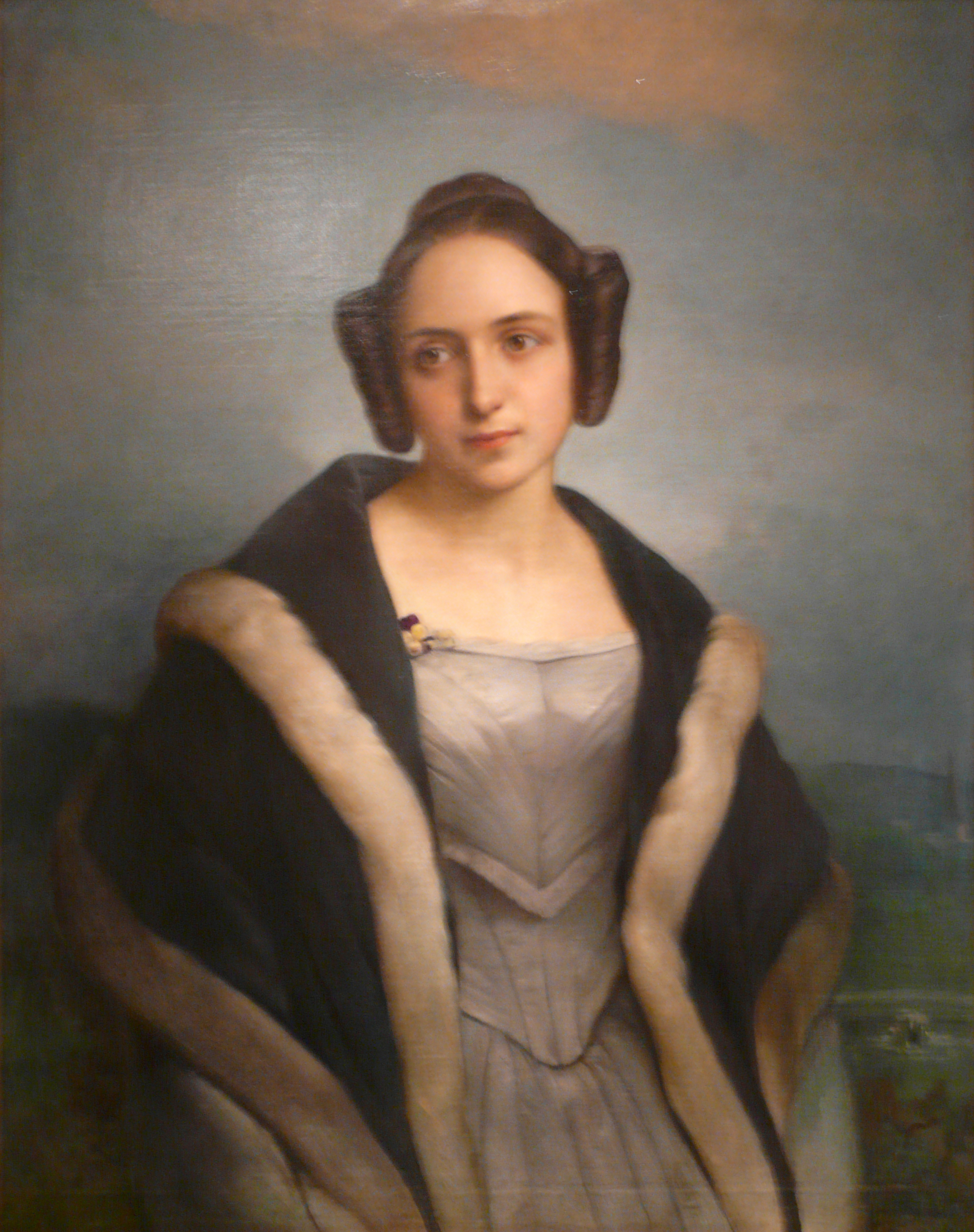
Fürstin Anna Czartoryska, geb. Sapieha auf einem Gemälde von Henri Grevedon

Fürst Adam Jerzy Czartoryski (in deutschen Schriften auch Adam Georg Czartoryski; * 14. Januar 1770 in Warschau; † 15. Juli 1861 in Montfermeil) war ein polnischer Politiker, Außenminister des Russischen Kaiserreiches unter Alexander I. und Regierungschef der polnischen Revolutionsregierung von 1830.

## Leben
Adam Jerzy Czartoryski gehörte der einflussreichen polnischen Magnatenfamilie Czartoryski an, die zur Zeit der Teilungen Polens zunächst mit Russland und dem Kaiserreich Österreich zusammengearbeitet hatte, und war der Sohn des Generals und Feldmarschalls Adam Kazimierz Czartoryski und dessen Frau Izabella Czartoryska geborenen Gräfin von Flemming. Nach dem Scheitern des polnischen Kościuszko-Aufstandes von 1794 kam er als Geisel an den russischen Hof. Dort freundete er sich mit Alexander I. an und wurde 1804 bis 1806 sein Außenminister. Er begleitete ihn zum Wiener Kongress und erreichte, dass Polen 1815 eine neue Verfassung erhielt.
Am 25. September 1817 heiratete Czartoryski in Radzyń Prinzessin Anna Zofia Sapieha (* 17. Oktober 1799 in Saint-Germain-en-Laye; † 24. Dezember 1864 in Montpellier). Sie war eine gute Freundin von Frédéric Chopin, der ihr den zwischen 1828 und 1829 entstandenen Krakowiak F-Dur für Klavier und Orchester op. 14 widmete. Der Fürst war ab 1831, dem Beginn der Pariser Zeit  Chopins, ein wichtiger Förderer des Komponisten.
Czartoryski war in Warschau Mitglied der Freimaurerloge Les trois frères. Nach dem Scheitern des polnischen Aufstandes von 1830 musste er aus Polen fliehen, der Familienbesitz Puławy wurde konfisziert, die Mutter Izabella Czartoryska floh nach Galizien zu ihrer Tochter Maria Anna von Württemberg. Zunächst ging Czartoryski nach England, ließ sich dann aber dauerhaft in Paris nieder, wo er über seine politischen Kontakte, insbesondere zur englischen Freimaurerei, dem österreichischen und russischen Vordringen in Südosteuropa entgegenzuarbeiten versuchte. Der Stammsitz der Familie Czartoryski in Paris, das Hôtel Lambert, entwickelte sich zum politischen Zentrum der polnischen Emigration in Europa.
Als Zufluchtsort für seine Anhänger, die nach dem gescheiterten Aufstand von 1830 aus Polen fliehen mussten, begründete er 1842 die Siedlung Adampol – heute Polonezköy – bei Istanbul.
Czartoryski starb im französischen Exil. 1865 wurde der Sarg mit seinen sterblichen Überresten nach Polen überführt und in der Familiengruft im damals österreichischen Sieniawa beigesetzt.